# Julieta Paredes
Julieta Paredes Carvajal (La Paz, Bolívia; 1967) é uma poeta, cantautora, escritora, grafiteira e militante feminista comunitária aymara boliviana. Em 1992, junto com María Galindo e Mónica Mendoza, fundou o Mujeres Creando, a partir de seu ativismo com o feminista comunitário.

## Trajectória
Julieta Paredes nasceu no ano 1967 na cidade de La Paz. Começou seus estudos escolares em 1973, saindo bachiller no ano 1984.  
Em 1992, Paredes fundou, junto a suas parceiras María Galindo e Mónica Mendoza, o movimento Mujeres Creando. A relação com Galindo terminou em 1998 e no ano 2002 produziu-se uma divisão da organização. No 2003 iniciou as chamado Mulheres criando comunidade "porque o feminismo Autónomo e Anarquista, já não era suficiente" explicava em 2008. "Com muita paciência, desde abril de 2002, fomos construindo relações com mulheres dos bairros e também de El Alto. No ano de 2003, quando se dá a insurreição, nos encontrávamos com essas mulheres nas ruas lutando contra o neoliberalismo e pela recuperação dos recursos naturais para nosso povo. Ali as companheiras se deram conta de que nosso feminismo não era de show nem de televisão, nem tampouco para exportação, que na realidade nós éramos feministas do nosso povo, desde o nosso povo. Desde esse tempo, seguimos nos reunindo em café 'Carcajada' e nasceu a Assembléia Feminista" Julieta Paredes Carvajal é autora do livro Hilando fino desde o feminismo comunitário (2008), no qual se aprofunda sobre noções como a igualdade entre mulheres e homens no contexto da cultura indígena, sua posição com respeito ao feminismo ocidental, o colonialismo e o neoliberalismo, e o papel do corpo e da sexualidade na libertação das mulheres. Ela se define como feminista lesbica aymara.

## Feminismo comunitário
Paredes inscreve-se num movimento chamado feminismo comunitário, baseado na participação de mulheres e de homens no seio de uma comunidade sem que exista uma relação hierárquica entre ambos grupos, mas sim que ambos disponham de um nível equivalente de representação política. Esta concepção do feminismo - diz Paredes - afasta-se do individualismo característico da sociedade contemporânea.
O feminismo comunitário questiona o patriarcado não só colonial como também o patriarcado que se deriva das próprias culturas e que tem marcado também um duplo critério para as mulheres. Reprovam neste sentido o indianismo que não reconhece a existência de opressão para as mulheres e se afastam da mirada do essencialismo também em relação à população índia. "Os povos estamos a libertar-nos, são processos políticos históricos, venho de um povo - diz em 2016 numa de suas intervenções em México - que não é uma maravilha o que o irmão Morales está a fazer, mas é o melhor que temos agora na história de nosso povo e estamos a construir". Desde nenhum governo fazem-se revoluções, afirma Paredes, por isso estamos no processo de mudança com movimentos sociais.
"Branquinhas, brancas, para não nós não são as pessoas que têm a pele clara e sim aquelas pessoas que aceitam as mordomias de um sistema patriarcal, colonial e racista pela clareza da pele. Da mesma maneira com nossos irmãos homens, não é por ser homens e sim por aceitar as mordomias que um sistema patriarcal, colonial, racista lhes dá, o usufruem e não o combatem." Por isso a construção que se propõe é "desde a memória longa dos povos".
No entanto, sua luta não se centra unicamente na emancipação das mulheres indígenas nem pertencentes a certas classes sociais, mas na igualdade de todas as mulheres. Este processo passaria pela tomada de consciência política das mulheres e da sociedade em general.